# 47219 Heatherkoehler
47219 Heatherkoehler este o planetă minoră (asteroid), cu un diametru de 7,035 km, din centura de asteroizi. A fost descoperită pe 18 octombrie 1999 la Stația Anderson Mesa de Lowell Observatory Near-Earth-Object Search. 
Obiectul prezintă o orbită caracterizată de o semiaxă mare de 2,5404105673804 UAi, o excentricitate de 0,075604356145649, o înclinație de 13,876348952275 ° în raport cu ecliptica.